# Amateurfunkrufzeichen

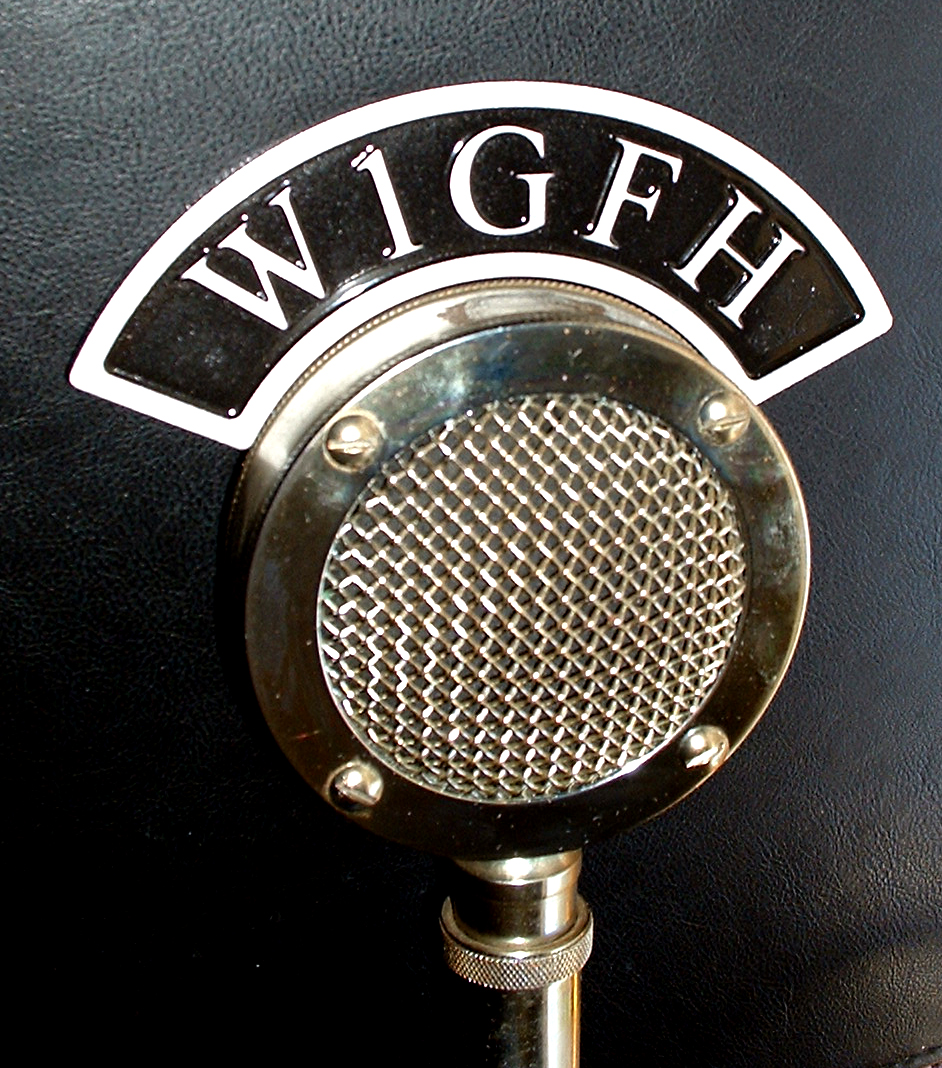
Mikrofon einer Amateurfunkstation in den USA geschmückt mit dem Rufzeichen „W1GFH“.

Amateurfunkrufzeichen sind Rufzeichen für Funkstellen des Amateurfunkdienstes. Sie werden von den entsprechenden Verwaltungsbehörden nach bestimmten Schemata vergeben, die beispielsweise die Amateurfunkzeugnis- beziehungsweise Lizenzklassen, die geographische Lage oder die Verwendung der Funkstation berücksichtigen (beispielsweise als Klubstation oder Relaisfunkstelle).

## Allgemeines

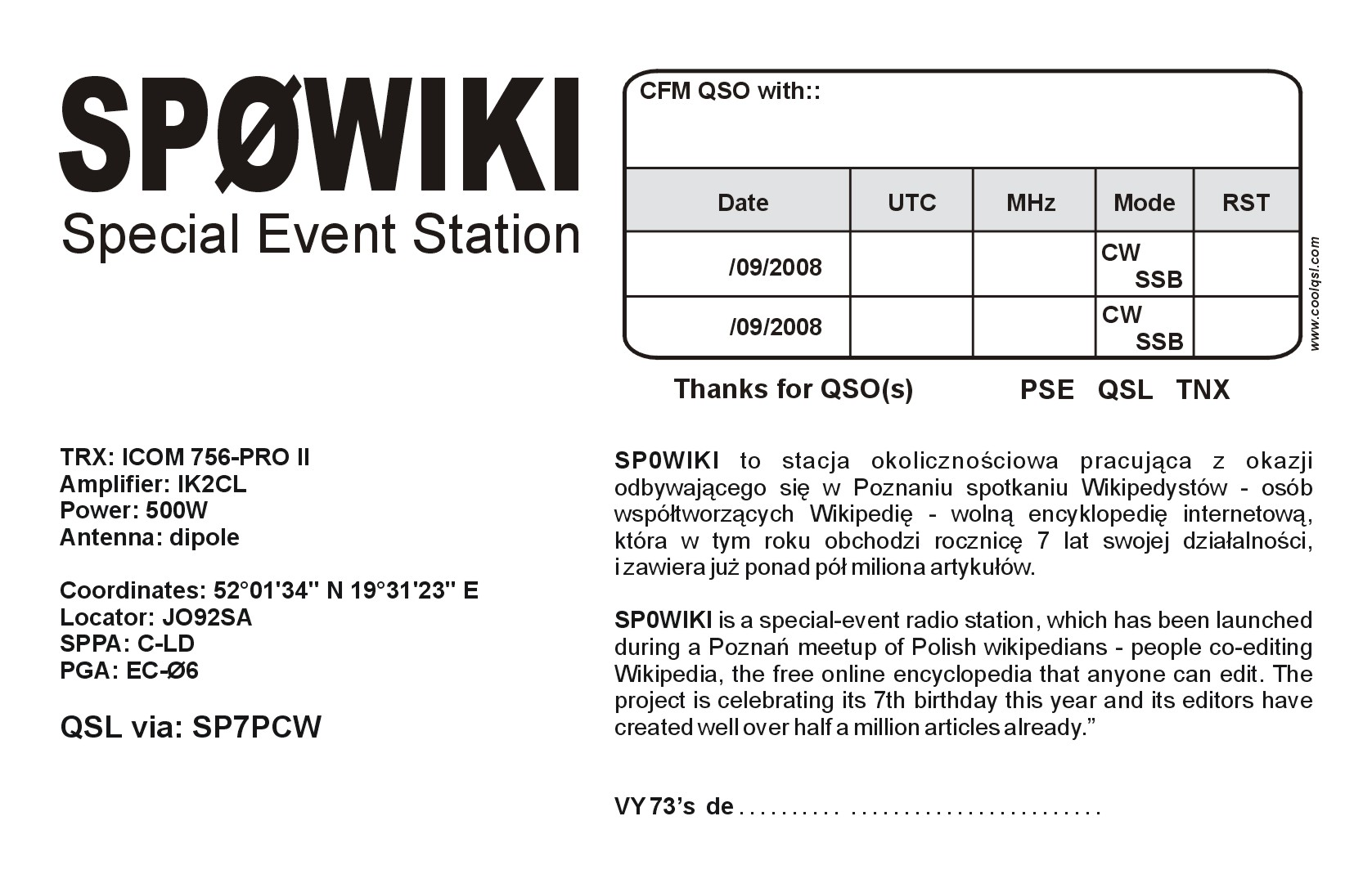
Polnische QSL-Karte mit dem Rufzeichen SPØWIKI. Hier ist:
SP – das Präfix
Ø – das Numeral
WIKI – das Suffix

Ein Amateurfunkrufzeichen besteht grundsätzlich aus drei Teilen: Präfix, Ziffer (auch genannt: „Numeral“) und Suffix. Das Suffix wird zumeist nur aus Buchstaben (A–Z) gebildet, und zwar in der Regel aus zwei oder drei Buchstaben, zuweilen auch nur aus einem oder – speziell bei Sonderrufzeichen – aus mehr als drei Buchstaben (Bild). Das Numeral ist stets genau eine Ziffer (Ø–9), wobei die Ziffer Null von Funkamateuren zumeist als Ø (und nicht als 0) geschrieben wird, um Verwechslungen mit dem Buchstaben O vorzubeugen. Das Präfix kann aus Buchstaben und Ziffern bestehen, ist ein oder zwei Zeichen lang, in seltenen Fällen auch drei Zeichen, und enthält stets mindestens einen Buchstaben. Beispiele für Präfixe sind: F (für Frankreich), OE (für Österreich), 3A (für Monaco) und S5 (für Slowenien). Ein vollständiges Rufzeichen für einen in Deutschland wohnenden Funkamateur wäre beispielsweise: DL1ABC. Hier mit dem Präfix DL als Landeskenner, der 1 als Numeral und dem Suffix ABC.
Während Numerale und Suffixe von den nationalen Behörden vergeben werden, ist das Präfix weltweit von der Internationalen Fernmeldeunion (ITU) festgelegt. Diese sogenannten ITU-Präfixe dienen zur Kennzeichnung der Nationalität der Funkstelle.
Die meisten Amateurfunkrufzeichen sind personengebunden, also einer Funkamateurin (YL) oder einem Funkamateur (OM) persönlich zugeordnet. Sie dürfen nur von dieser Person verwendet werden. Ausnahme: Ausbildungsbetrieb (siehe unten). Darüber hinaus gibt es noch Klubstationsrufzeichen (in Deutschland oft an der Ziffer Ø zu erkennen) sowie Sonderrufzeichen. Letztere werden zu besonderen Anlässen, beispielsweise Jubiläen, zumeist nur für eine begrenzte Zeit ausgegeben und sind oft an auffälligen Zahlen oder ungewöhnlichen langen Buchstabenkombinationen zu erkennen. Beispiele sind das oben im Bild zu sehende Sonderrufzeichen SPØWIKI zu Ehren der polnischsprachigen Wikipedia oder das anlässlich des 60‑jährigen Bestehens des Antarktis-Vertrags herausgegebene Sonderrufzeichen DQ6ØANT. Hier ist DQ das Präfix, die Ziffer 6 das Numeral und ØANT das Suffix.

## Zusätze zum Rufzeichen
Zusatzkennzeichen werden dem Rufzeichen hinter einem Schrägstrich „/“ angehängt. Im Englischen ausgesprochen als: „Stroke“.
Ab 21. Juni 2024 gilt: Während des Ausbildungsfunkbetriebs müssen die Auszubildenden das dem Ausbilder zugeteilte personengebundene Rufzeichen (oder das Rufzeichen der Klubstation) mit dem Rufzeichenzusatz „/Trainee“ bei Sprechfunk beziehungsweise „/T“ im Schreibfunk (beispielsweise CW, RTTY oder FT8) verwenden.
Amateurfunkstationen, die vorübergehend nicht an dem üblichen festen Standort betrieben werden, können optional einen der folgenden Zusätze verwenden:
- /p für „portabel“, das heißt, das Funkgerät wird an einen anderen Ort getragen oder von dort betrieben,
- /m für „mobil“, das heißt, es wird von einem beweglichen Fahrzeug aus betrieben, beispielsweise einem Fahrrad, einem Kraftfahrzeug oder einem Wasserfahrzeug auf einem Binnengewässer,
- /am für „aeronautisch mobil“, das heißt, es wird von einem Luftfahrzeug aus betrieben oder
- /mm für „maritim mobil“, das heißt, es wird von einem Seefahrzeug aus betrieben.

## Deutschland

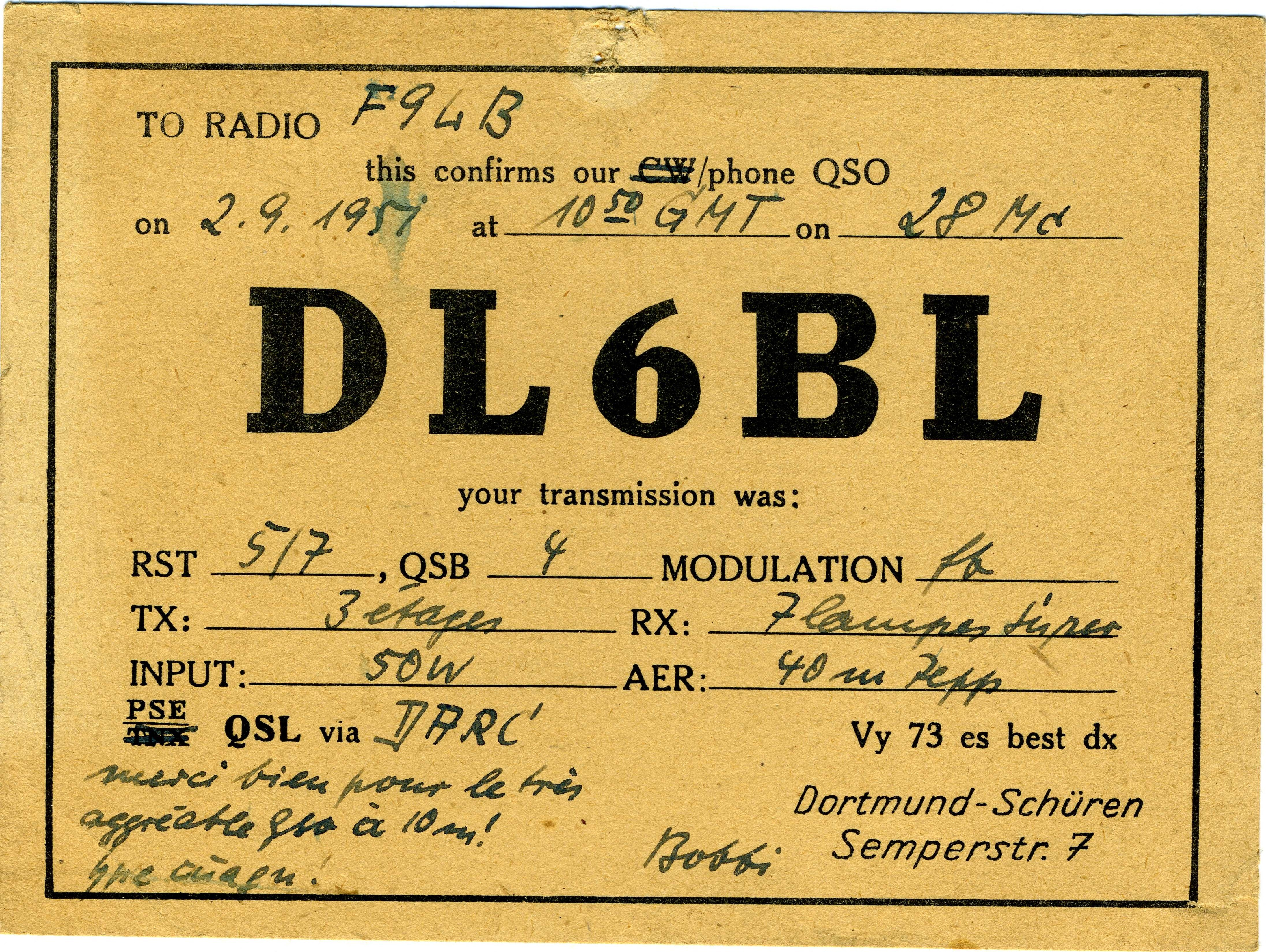
Diese QSL-Karte von 1951 zeigt das Rufzeichen DL6BL

### Funkamateure
Deutsche Amateurfunkrufzeichen, zum Beispiel DL1ABC, bestehen aus drei Teilen:
- einem zweibuchstabigen Präfix, auch Landeskenner genannt (z. B. DL)
- einer Ziffer, auch Numeral genannt (z. B. 1) und
- einem meist 2- oder 3-buchstabigen Suffix (z. B. ABC).[6]

Der Deutschland zugeordnete Block von Landeskennern (siehe auch: Präfixe und Berechtigungen sowie Geschichte der Amateurfunkrufzeichen in Deutschland) umfasst die Doppelbuchstaben DA bis DR ohne DE und DI. Ebenfalls Deutschland zugeordnet sind die früher von der DDR genutzten Blöcke Y2 bis Y9, die aber nur sehr selten zugeteilt werden. Die folgende Liste enthält die Unterteilungen des deutschen Rufzeichenkontingents, die von der Bundesnetzagentur (BNetzA) für den Amateurfunkdienst vergeben werden. Voraussetzung für die Zuteilung ist ein Amateurfunkzeugnis. Diese Unterteilung gilt auf Grund der Amateurfunkverordnung und darauf aufbauend der Verfügung 12/2005 der ehemaligen RegTP, wie die BNetzA vor 1998 hieß (Regulierungsbehörde für Telekommunikation und Post). Die Anwendung beziehungsweise Nennung der Rufzeichen im Amateurfunkdienst bei den verschiedenen Betriebsarten wird von der jeweiligen Betriebstechnik vorgegeben. Nicht zulässige Rufzeichen sind beispielsweise solche, die Not- und Dringlichkeitszeichen enthalten: SOS, XXX, TTT, YYY, DDD, JJJ, MAYDAY, PAN oder die Q-Schlüssel (QOA bis QUZ) 
| Präfix  | Amtliche Amateurfunkzeugnisklasse | Verwendung |
| ------- | --------------------------------- | --- |
| DAØ     | A                                 | Klubstationen |
| DA1–2   | A                                 | Personengebundene Rufzeichenzuteilungen, Klubstationen mit 1-buchstabigen Suffixen                                                                                               |
| DA3     | A                                 | Personengebundene Rufzeichenzuteilungen, Klubstationen mit 1-buchstabigen Suffixen                                                                                               |
| DA4     | E                                 | Rufzeichenzuteilungen für besondere experimentelle Studien, (auch als Klubstation mit 1-buchstabigen Suffixen)                                                                   |
| DA5     | A                                 | Rufzeichenzuteilungen für besondere experimentelle Studien, (auch als Klubstation mit 1-buchstabigen Suffixen)                                                                   |
| DA6     | E                                 | Personengebundene Rufzeichenzuteilungen, Klubstationen mit 1-buchstabigen Suffixen                                                                                               |
| DA7     | E                                 | Klubstationen (auch als Klubstation mit 1-buchstabigen Suffixen) |
| DA8     | N                                 | Klubstationen (auch als Klubstation mit 1-buchstabigen Suffixen) |
| DA9     | E                                 | Klubstationen mit 1-buchstabigen Suffixen |
| DBØ     | A                                 | Relaisfunkstellen, Funkbaken (auslaufend: Klubstationen mit 2–3-buchstabigen Suffixen), Klubstationen mit 1-buchstabigen Suffixen                                                |
| DB1–9   | A                                 | Personengebundene Rufzeichenzuteilungen, Klubstationen mit 1-buchstabigen Suffixen                                                                                               |
| DC0–9   | A                                 | Personengebundene Rufzeichenzuteilungen (auslaufend: Klubstationen mit 2–3-buchstabigen Suffixen), Klubstationen mit 1-buchstabigen Suffixen                                     |
| DD0–9   | A                                 | Personengebundene Rufzeichenzuteilungen (auslaufend: Klubstationen mit 2–3-buchstabigen Suffixen), Klubstationen mit 1-buchstabigen Suffixen                                     |
| DFØ     | A                                 | Klubstationen (auslaufend: Relaisfunkstellen, Funkbaken), Klubstationen mit 1-buchstabigen Suffixen                                                                              |
| DF1–9   | A                                 | Personengebundene Rufzeichenzuteilungen, Klubstationen mit 1-buchstabigen Suffixen                                                                                               |
| DG0–9   | A                                 | Personengebundene Rufzeichenzuteilungen (auslaufend: Klubstationen mit 2–3-buchstabigen Suffixen), Klubstationen mit 1-buchstabigen Suffixen                                     |
| DH0–9   | A                                 | Personengebundene Rufzeichenzuteilungen (auslaufend: Klubstationen mit 2–3-buchstabigen Suffixen), Klubstationen mit 1-buchstabigen Suffixen                                     |
| DJ0–9   | A                                 | Personengebundene Rufzeichenzuteilungen, Klubstationen mit 1-buchstabigen Suffixen                                                                                               |
| DKØ     | A                                 | Klubstationen (auslaufend: Relaisfunkstellen, Funkbaken), Klubstationen mit 1-buchstabigen Suffixen                                                                              |
| DK1–9   | A                                 | Personengebundene Rufzeichenzuteilungen, Klubstationen mit 1-buchstabigen Suffixen                                                                                               |
| DLØ     | A                                 | Klubstationen (auslaufend: Relaisfunkstellen, Funkbaken) |
| DL1–9   | A                                 | Personen, Klubstationen mit 1-buchstabigen Suffixen |
| DMØ     | A                                 | Relaisfunkstellen, Funkbaken |
| DM1–9   | A                                 | Personengebundene Rufzeichenzuteilungen, Klubstationen mit 1-buchstabigen Suffixen                                                                                               |
| DNØ     | E                                 | (auslaufend: Klubstationen), Klubstationen mit 1-buchstabigen Suffixen |
| DN1–6   | A                                 | Ausbildungsrufzeichen gültig bis 31.12.2028, Neuzuteilungen nur bis zum 23.06.2025                                                                                               |
| DN7–8   | E                                 | Ausbildungsrufzeichen gültig bis 31.12.2028, Neuzuteilungen nur bis zum 23.06.2025                                                                                               |
| DN9     | N                                 | Personengebundene Rufzeichenzuteilungen |
| DOØ     | E                                 | Relaisfunkstellen, Funkbaken (auslaufend: Klubstationen), Klubstationen mit 1-buchstabigen Suffixen                                                                              |
| DOØS–Y  | E                                 | Relaisfunkstellen, fernbediente Funkstellen |
| DO1–9   | E                                 | Personengebundene Rufzeichenzuteilungen, Klubstationen mit 1-buchstabigen Suffixen                                                                                               |
| DPØ–1   | A                                 | Klubstationen, Relaisfunkstellen, Funkbaken, Rufzeichenzuteilungen für besondere experimentelle Studien, Klubstationen mit 1-buchstabigen Suffixen mit exterritorialem Standorte |
| DP2     | E                                 | Klubstationen, Relaisfunkstellen, Funkbaken, Rufzeichenzuteilungen für besondere experimentelle Studien, Klubstationen mit 1-buchstabigen Suffixen mit exterritorialem Standorte |
| DP3–7   | A                                 | Klubstationen mit 1-buchstabigen Suffixen |
| DP8     | N                                 | Klubstationen, Relaisfunkstellen, Funkbaken, Rufzeichenzuteilungen für besondere experimentelle Studien, Klubstationen mit 1-buchstabigen Suffixen mit exterritorialem Standorte |
| DP9     | A                                 | Klubstationen mit 1-buchstabigen Suffixen |
| DQ0-DR9 | A                                 | Klubstationen mit 1-buchstabigen Suffixen |
| DR1     | A                                 | Klubstationsrufzeichen für BOS-Berechtigte |
| DR2     | E                                 | Klubstationsrufzeichen für BOS-Berechtigte |
| DR3     | N                                 | Klubstationsrufzeichen für BOS-Berechtigte |
| DR4     | N                                 | Klubstationsrufzeichen für Notfunkgruppen privatrechtlicher Organisationen |
| DR5     | E                                 | Klubstationsrufzeichen für Notfunkgruppen privatrechtlicher Organisationen |
| DR6     | N                                 | Klubstationsrufzeichen für Notfunkgruppen privatrechtlicher Organisationen |

Außerdem gelten für die Verwendung in Peilsendern (für Fuchsjagd oder Amateur Radio Direction Finding) die Rufzeichen MO, MOE, MOH, MOI, MOS und MO5 jedem Funkamateur als zugeteilt.
Zu fast allen oben aufgeführten Präfixen werden auch Rufzeichen mit einstelligem Suffix als Klubstationsrufzeichen ausgegeben. Genauere Informationen zur Rufzeichenvergabe findet man auf den Seiten der BNetzA. Ein laufend aktualisiertes vollständiges Verzeichnis der zugeteilten deutschen Amateurfunkrufzeichen und ihrer Inhaber wird ebenfalls von der BNetzA frei zur Verfügung gestellt (siehe Rufzeichenliste unter Weblinks).

### Empfangsamateure
Über die genannten Amateurfunkrufzeichen hinaus werden für reine Empfangsamateure (Kurzwellenhörer, engl. Short Wave Listener, kurz SWL) vom Deutschen Amateur-Radio-Club (DARC) nach bestandener Prüfung sogenannte DE-Kennzeichen herausgegeben. Diese bestehen aus dem Präfix DE, einer Ziffer zwischen 1 und 9 sowie drei weiteren Buchstaben. Beispiele sind DE1WZU, DE4CWL oder DE8BUS. Die drei Buchstaben des Suffixes können frei gewählt werden, vorausgesetzt das gewünschte Kennzeichen ist noch nicht vergeben. Das Präfix DE ist exklusiv für deutsche Empfangsamateure reserviert und wird nicht an Funkamateure vergeben.
Nach vielen bestätigten SWL-Berichten lässt sich der Titel „Deutscher Empfangs-Meister“ (DEM) erringen. Empfangsmeister sind an dem besonderen DE-Kennzeichen mit der Ziffer Ø (Null) zu erkennen, beispielsweise DEØWSS.
| Privatrechtlich zugeteilte Rufzeichen | Sendegenehmigung | Verwendung                                                                                         |
| ------------------------------------- | ---------------- | -------------------------------------------------------------------------------------------------- |
| DE                                    | –                | Empfangsamateure (keine Funkamateure im Sinne des Gesetzes)                                        |
| DEØAAA bis DEØPZZ                     | –                | Empfangsmeister (DEM) 10.816 Möglichkeiten                                                         |
| DEØQAA bis DEØQZZ                     | –                | Ausbildungsempfangsstationen in Ortsverbänden des DARC/VFDB und auch an Schulen, 676 Möglichkeiten |
| DEØRAA bis DEØZZZ                     | –                | Empfangsmeister (DEM) 6.084 Möglichkeiten                                                          |
| DE1AAA bis DE9ZZZ                     | –                | Kurzwellenhörer (SWL) 158.184 Möglichkeiten                                                        |

## Österreich

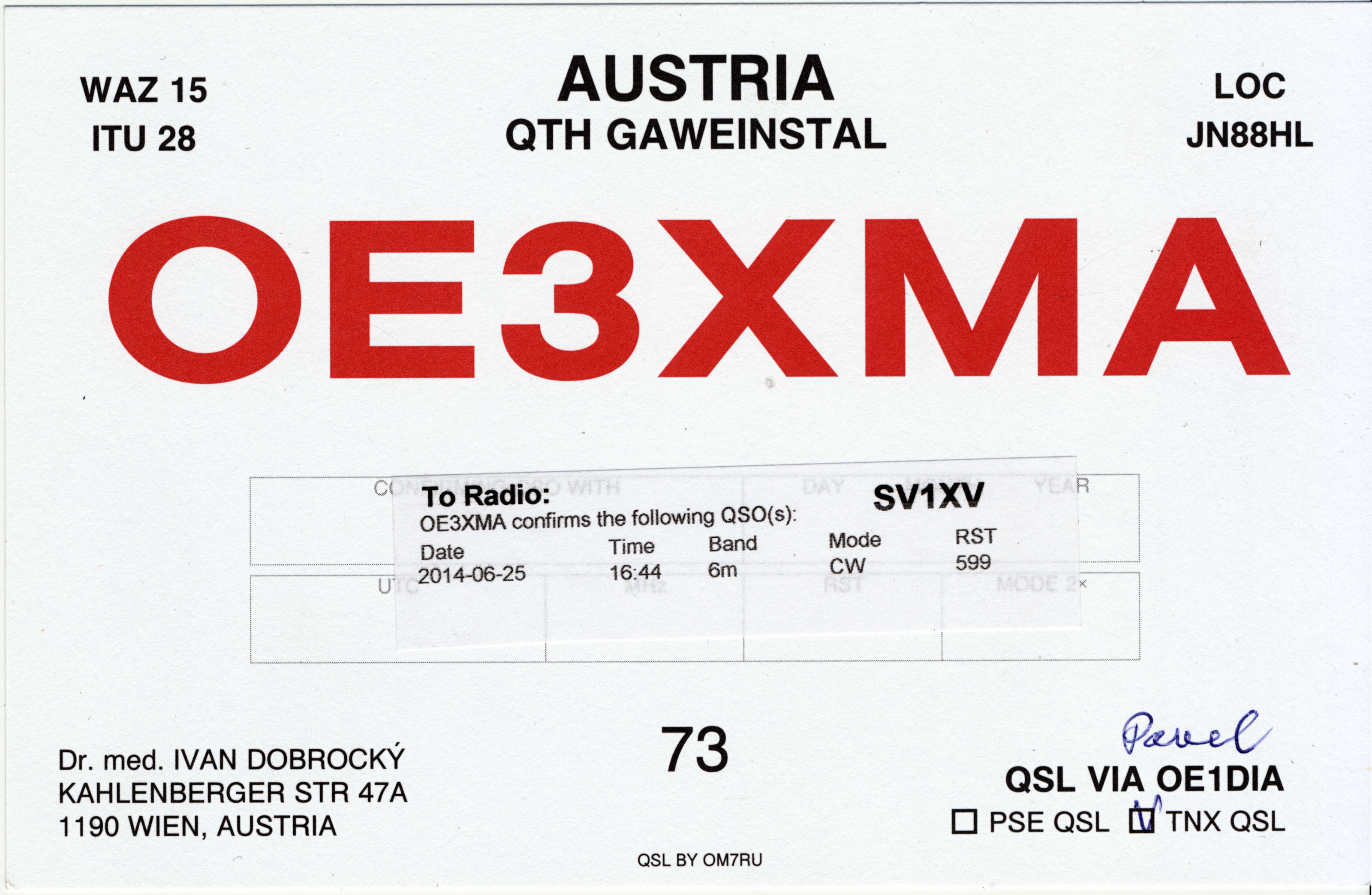
Am Numeral 3 im Rufzeichen OE3XMA erkennt man das Bundesland Niederösterreich

Der Aufbau eines Rufzeichen ist in der Amateurfunkverordnung (AFV) geregelt. Es beginnt immer mit dem Präfix OE. Danach folgen eine einstellige Zahl, die das Bundesland des festen Standortes der Amateurfunkstelle angibt, und ein Suffix, das aus zwei oder drei Buchstaben besteht. Die zweistelligen Suffixe sind mittlerweile sehr selten geworden. Sie wurden nur von 1954 bis 1964 vergeben. Jedes Bundesland hat seine eigene Nummer, die wie folgt verteilt ist:
| 1 | Wien             |
| 2 | Salzburg         |
| 3 | Niederösterreich |
| 4 | Burgenland       |
| 5 | Oberösterreich   |
| 6 | Steiermark       |
| 7 | Tirol            |
| 8 | Kärnten          |
| 9 | Vorarlberg       |

Die Ausnahme bildet die Ziffer Ø (Null). Sie wird österreichischen Amateurfunkstellen zugeteilt, die in Gebieten betrieben werden, die sich nicht im Hoheitsgebiet eines Staates befinden (z. B. außerhalb der Hoheitsgewässer oder für Weltraumfunkstellen).
Das Suffix besteht aus zwei oder drei Buchstaben und ist österreichweit eindeutig. Somit ist es möglich, das Suffix in ein anderes Bundesland mitzunehmen. Das heißt also, wenn beispielsweise der Wiener OE1ABC nach Kärnten zieht, dann muss er nur das Numeral von 1 auf 8 ändern lassen (aus OE1ABC wird OE8ABC).
Dem ersten Buchstaben eines Suffix kann noch eine besondere Bedeutung zukommen (AFV §5 (5)):
X…für Relais-, Baken- oder Klubfunkstellen; bei Rufzeichen von Digipeatern in Packet-Radio-Netzen ist am Ende der Buchstabe R anzufügen.
Z…Befristetes Rufzeichen für ausländische Funkamateure, die sich länger als drei Monate in Österreich aufhalten.
Inhaber einer ausländischen CEPT-Lizenz oder CEPT Novizen-Lizenz dürfen drei Monate ab dem Tag der Einreise nach Österreich eine Amateurfunkstelle errichten und betreiben (AFV §3 (4)).
Dabei ist dem Heimatrufzeichen das Präfix OE/ voranzustellen und allenfalls der Zusatz /m (mobile) bzw. /p (portable) nachzustellen. Bei längerem Aufenthalt ist eine Gastlizenz zu beantragen.
Bei beweglichem Betrieb ist die Ziffer zu verwenden, die den in der Amateurfunkbewilligung angegebenen festen ersten Standort kennzeichnet, und dem Rufzeichen ein Schrägstrich und die Ziffer jenes Bundeslandes anzuschließen, in dem der bewegliche Betrieb stattfindet. Stattdessen kann dem Rufzeichen auch der Zusatz /m (mobile) beziehungsweise /p (portable) angefügt werden (AFV §22 (2)).
Wenn man sich in Österreich weniger als drei Monate an einem anderen Ort aufhält, fügt man an das Rufzeichen einen Schrägstrich und die Nummer des Bundeslandes an, in dem man sich gerade befindet. Das heißt also, wenn sich zum Beispiel ein Funkamateur aus Wien mit dem Rufzeichen OE1ABC für weniger als drei Monate nach Tirol begibt und dort seine Funkstation betreibt, muss er das Rufzeichen OE1ABC/7 verwenden.
Außerdem können auf Antrag zu besonderen Anlässen besondere Rufzeichen vergeben werden, wie zum Beispiel OE5Ø für das 50-Jahre-Jubiläum des ÖVSV oder OE75 für 75 Jahre Amateurfunk in Österreich. Bei letzterem ist OE das gewohnte Präfix, die 7 das Numeral und die 5 ein besonderes Suffix.

## Schweiz

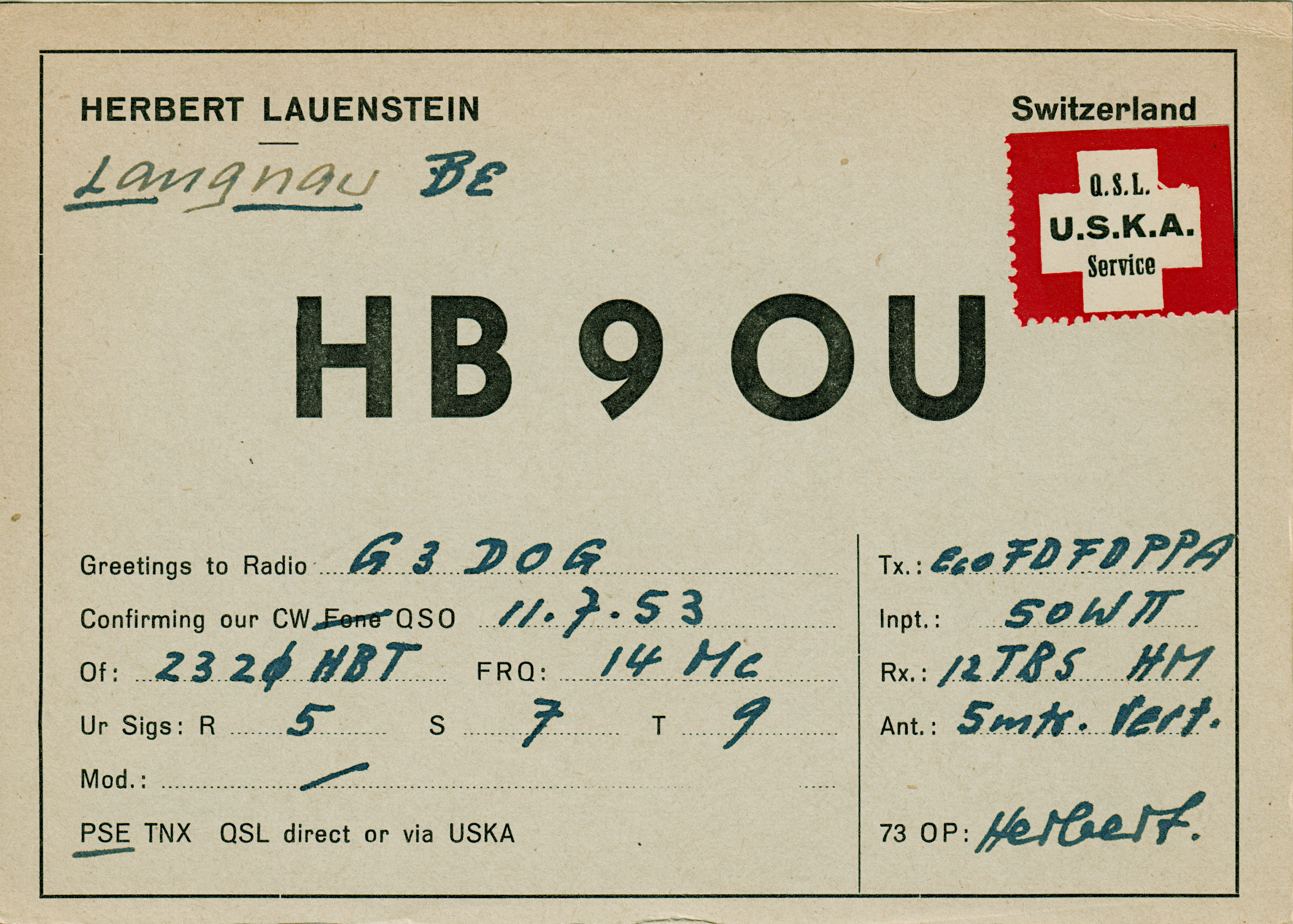
QSL-Karte von 1953

Die Grundlagen der Zuteilung von Amateurfunkrufzeichen bilden die Verordnung (des Bundesrates) über die Nutzung des Funkfrequenzspektrums Abschnitt 3, die Verordnung über die Adressierungselemente im Fernmeldebereich Art. 47 f sowie die Verordnung des BAKOM über die Nutzung des Funkfrequenzspektrums Abschnitt 3.
Auf das Präfix plus Numeral gemäß Tabelle folgen bei Lizenzen von Einzelpersonen zwei oder drei Buchstaben. Neue Lizenzen werden seit mehreren Jahrzehnten nur noch mit drei Buchstaben als Suffix ausgestellt, Amateurfunkvereine können jedoch ein HB-Rufzeichen mit einem oder zwei Buchstaben beantragen. Als Ausnahme wurde 2006 dem Schweizer Astronauten und Funkamateur Claude Nicollier das Rufzeichen HB9CN zugeteilt.
Als erster Buchstabe der Einsteigerlizenzen (HB3) sind (Stand 2021) ausschließlich X und Y in Verwendung.
| Präfix plus Numeral | Erforderliches Fähigkeitszeugnis des BAKOM              | Verwendung                                                   |
| ------------------- | ------------------------------------------------------- | ------------------------------------------------------------ |
| HE9                 |                                                         | Empfangsrufzeichen, Zuteilung durch USKA                     |
| HB2                 |                                                         | Klubstationen                                                |
| HB3                 | Einsteigerausweis für Funkamateurinnen und Funkamateure | Einsteigerlizenz                                             |
| HB4                 |                                                         | Amateurfunkstationen der Armee und armeenaher Organisationen |
| HB9                 | Fähigkeitszeugnis für den Amateurfunk                   | Amateurfunklizenz CEPT                                       |

## Liechtenstein
Funkamateure im Fürstentum Liechtenstein verwenden den Schweizer Landeskenner HB und exklusiv das Numeral Ø, das von der Schweiz zu diesem Zweck freigehalten wird. Ein Beispiel für ein Liechtensteinisches Amateurfunkrufzeichen ist: HBØAB. 

## Weltweit
Rufzeichen von Funkamateuren und – soweit diese oder die Lizenzbehörde die Daten zur Veröffentlichung bereitgestellt haben – auch die Adressen, können in sogenannten Callbooks nachgeschlagen werden. Darüber hinaus besteht die Möglichkeit durch Eingabe des Rufzeichens im Internet. Ein Beispiel für eine von Funkamateuren weltweit hierzu genutzte Website ist die Amateurfunkrufzeichen-Datenbank QRZ.com.